# Luis II de Orléans-Longueville
Luis II de Orleans, duque de Longueville y conde de Dunois (5 de junio de 1510-9 de junio de 1537), fue un aristócrata francés y el primer marido de María de Guisa, que más tarde se convirtió en reina consorte de Escocia y madre de María, reina de los Escoceses.

## Vida
Fue el segundo hijo de Luis I Orléans, duque de Longueville con su esposa Juana de Hochberg, y sucedió a su hermano Claudio cuando este último murió en 1524.
Fue duque de Longueville, conde de Montgomery, de Tancarville, vizconde de Abbeville, par de Francia.
Se casó con María de Guisa el 4 de agosto de 1534 en el Castillo del Louvre. Durante su breve matrimonio, la pareja tuvo dos hijos:
- Francisco, nacido el 30 de octubre de 1535, que más tarde sucedería al ducado.
- Luis, un niño póstumo nacido el 4 de agosto de 1537, que murió cuatro meses después.

Luis murió en Ruan el 9 de junio de 1537; María se casaría más tarde con Jacobo V de Escocia.